# Mustang Wanted
Mustang Wanted — нікнейм українського міського альпініста та інтернет-знаменитості Павла Геннадійовича Ушивця. Він відомий своїми висотними трюками, які він виконує по всьому світі практично без обладнання для забезпечення безпеки. У ніч з 19 на 20 серпня 2014 р. він піднявся на житловий будинок на Котельницькій набережній, один із Семи сестер (група хмарочосів в Москві в сталінському стилі), розмалював шпиль у синій колір та підняв український прапор на верхній частині будівлі. Він присвятив перфоманс на День Незалежності України. Він готовий бути заарештованим російською міліцією «в обмін на звільнення хороброї української дівчини — Наді Савченко». Савченко була звинувачена в Росії в убивстві двох російських журналістів під час війни на сході України.

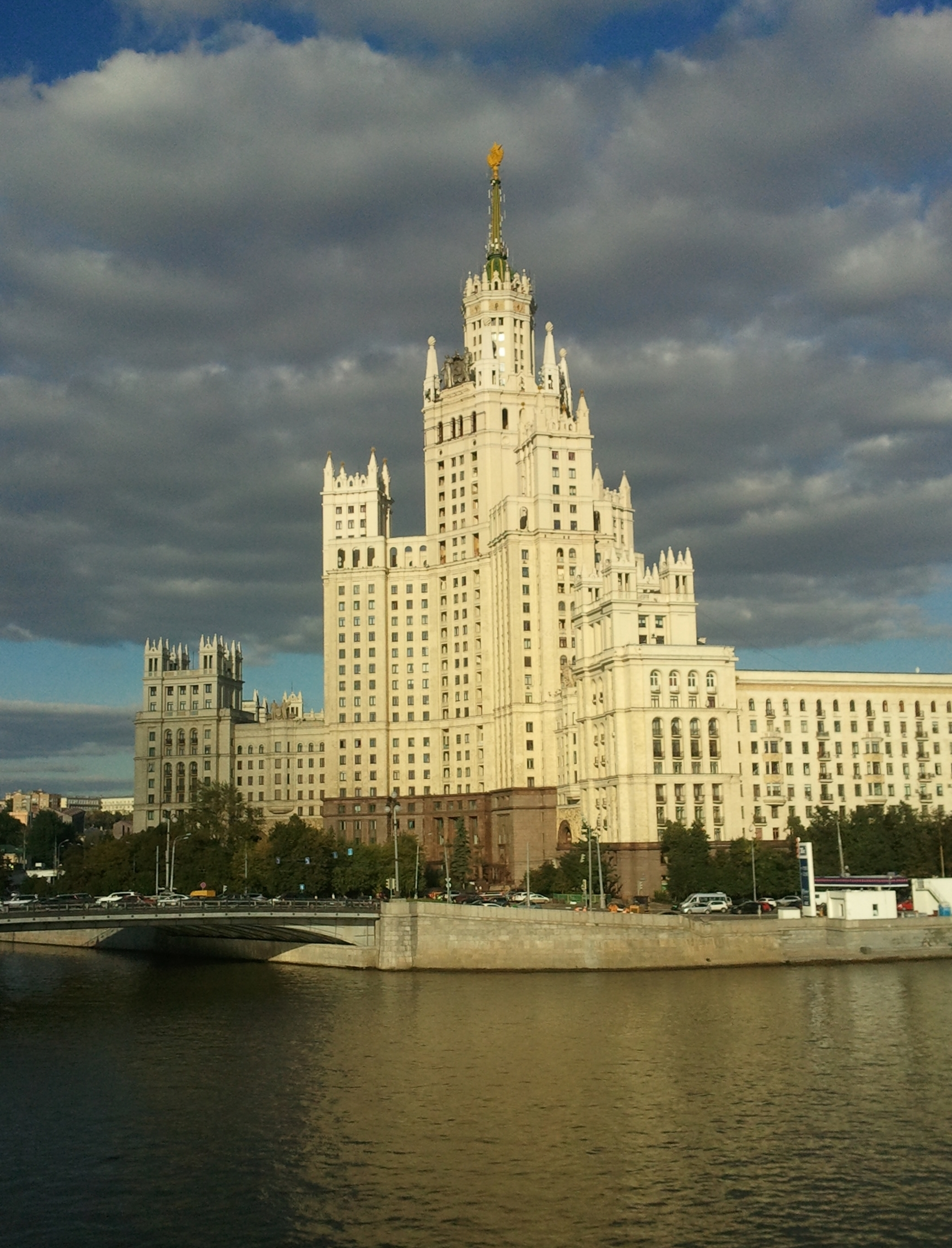
У серпні 2014 р. Mustang Wanted піднявся на житловий будинок на Котельницькій набережній у Москві, розмалював верхню частину жовтої зірки в блакитний колір і підняв Український прапор на ній.

Mustang Wanted, який ідентифікує себе як Георгій (або Григорій), є мешканцем Києва.
24 листопада з'явилася інформація, що він узяв собі нове ім'я — Слава Україні та завважив, що так тепер у нього записано в паспорті, по-батькові залишив незмінним.
У 2020 році Mustang Wanted став бренд-амбасадором кіберспортивної команди HellRaisers.

## Реакція у світі

### Схвалення Порошенком
Порошенко схвально відгукнувся про перфоманс Mustang Wanted. І додав: «Слава Україні!»

### Реакція РФ
В Москві було порушено кримінальну справу за статтею «Вандалізм», що тягне на 4 роки. Далі було перекваліфіковано справу на «Хуліганство» зі збільшенням покарання до 7 років. Було затримано чотирьох осіб, які жодного відношення до фарбування не мали. Потім їх відпустили, але з умовою домашнього арешту на 2 місяці.
11 вересня 2014-го російські ЗМІ повідомили, що він оголошений у міжнародний розшук. 12-го радник глави МВС України Антон Геращенко повідомив, що розшук оголошено міждержавний — тільки в межах СНД, того ж дня Таганський суд Москви ухвалив рішення про його заочний арешт.

### #Москванаш
Подія викликала небувалий резонанс у соцмережах, особливо у твітері.

### Благодійність
26 серпня з'явилася інформація, що Mustang Wanted продав 20-секундне відео з висотки телеканалу LifeNews за 5000 доларів, які по тому зобов'язався перерахувати батальйону «Донбас».

## Фільм про «кіборгів»
У жовтні 2014 року Mustang Wanted поїхав з одеським волонтером Євгеном Латою відвозити зібрану допомогу українським військовим. Про події, що відбулися із ними, сміливці зняли любительське відео.